# Coulonges (Vienne)
Coulonges é uma comuna francesa na região administrativa da Nova Aquitânia, no departamento de Vienne. Estende-se por uma área de 18,35 km². Em 2010 a comuna tinha 240 habitantes (densidade: 13,1 hab./km²).